# Animisme
Animisme eller naturbesjæling er et livssyn eller et verdensbillede, der tilskriver en åndelig essens til alle naturlige elementer, såsom dyr, planter, klipper, floder og endda livløse genstande. I det animistiske livssyn menes alt i den naturlige verden at besidde en ånd eller bevidsthed, og disse ånder anses ofte for at være indbyrdes forbundne. Animisme kaldes derfor også åndelære eller sjæletro og indeholder erfaringen af, at der ikke er adskillelse mellem den åndelige verden og fysiske verden.

## Optræden og anvendelsesområder

### Kultur og åndelighed
Animisme er ikke en trosreligion, men snarere en mangfoldig række af overbevisninger, der optræder i forskellige kulturer rundt om i verden. Animistiske overbevisninger er ofte forbundet med indfødte kulturer eller stammekulturer, men elementer af animisme kan også forekomme i andre religiøse og spirituelle praksisser. Animisme optræder således i en lang række spirituelle praksisser og religioner, som shintoisme, hinduisme, buddhisme, jainisme, panteisme, hedenskab, og nyhedenskab. Animisme bruges også til at beskrive den almindelige verdensopfattelse blandt jægere og samlere samfund, og indgår desuden i dele af de nyhedenske bevægelser.

### Medicin og terapi
I nogle kulturer er der en animistisk tilgang til helbredelse og sundhed, hvor naturens elementer, planter eller dyr betragtes som indeholdende helbredende kræfter eller energi.
I visse moderne terapiformer trækker praktikerne også på animistiske overbevisninger. Dette kan involvere at forbinde med naturens energier eller bruge symbolske elementer for at fremme helbredelse og velvære.

### Eventyr
Animisme kan undertiden genfindes i eventyr og folkesagn. Dette er især tydeligt i kulturer, hvor animistiske aspekter har været eller er fremherskende. Et eksempel er den japanske folkefortælling "Tengu og bjerget", der centrerer sig om et helligt bjerg. Her holder det overnaturlige væsen Tengu til, idet Tengu bebor bjerget som beskytter eller åndelige vogter.
Der findes dog også mange eventyr med dyr eller planter, der ikke er animistiske. Hans Christian Andersen, den danske forfatter kendt for sine eventyr som "Den Lille Havfrue," "Kejserens Nye Klæder" og "Snedronningen," var for eksempel mere påvirket af kristendom og romantik end af animisme i sin forfatterskab. Andersens eventyr indeholder dog ofte antropomorfisme, hvor ikke-menneskelige ting eller dyr får menneskelige egenskaber eller karaktertræk. Andersens eventyr kan ikke direkte kategoriseres som animisme, da de ikke indebærer troen på sjæle eller ånder i alle ting, men de afspejler en personificering af naturen eller objekter.

## Begrebets historie og anvendelse
Begrebet animisme stammer fra det latinske ord anima, der kan betyde “liv”, “ånde” eller “sjæl”, og animisme betegner dermed livs-, ånde- eller sjælelære. Det 19. århundredes antropologer valgte at bruge ordet “anima” i stedet for "spiritus", da det sidstnævnte ord havde associationer til en universel helligånd i datidens kristne kultur. Begrebet animisme blev introduceret og defineret inden for antropologien af Georg Ernst Stahl og Edward Burnett Tylor. Stahl mener at "dyrelivet er produceret af en immateriel sjæl." og Tylor kalder Animisme "en idé om gennemtrængende kraft af liv og vilje i naturen".
Især Tylor var af den opfattelse at et samfunds udviklingsstadier afspejles i de religiøse forestillinger, hvor udviklingen formodes at gå fra animisme over polyteisme til monoteisme. Det betyder at han opfattede jægere og samlere samfund som laverestående, fordi de ikke var nået videre i deres spirituelle udvikling, i modsætning til de højere udviklede englændere.
Hvor begrebet animisme fortsat anvendes hyppigt i nyhedenske og spirituelle miljøer, var det indtil for nyligt ikke længere almindeligt at bruge begrebet inden for moderne religionsvidenskab, da animisme sås som en forsimplet og forældet måde at beskrive naturfolks religioner, på linje med ideer om såkaldt primitiv religion og animatisme. En fremtrædende dansk forsker, der har beskæftiget sig med animisme, er antropologen Rane Willerslev.
Det er dog igen begyndt at blive almindeligt udbredt at anvende begrebet animisme, også i videnskabelige sammenhænge. I den forbindelse bruges sommetider begrebet nyanimisme (New animism), mens det i andre sammenhænge blot er blevet almindeligt at tale om animisme igen. Mens `animisme` er en bredt udbredt betegnelse, refererer New Animism mere snævert til en specifik teoretisk bevægelse.

## Særlige praksisser

### Ritualer og ceremonier
I animisme udføres ritualer for at opretholde relationer mellem mennesker og ånder. Dette kan omfatte dans, sang, trommer, og andre former for ceremoniel praksis. Oprindelige folk udfører ofte disse ritualer for at formilde ånderne og anmode om deres hjælp under aktiviteter som jagt og helbredelse. I den arktiske region er visse ritualer almindelige før jagten som et middel til at vise respekt for dyrs ånder.

### Talismaner og amuletter
Brugen af genstande som talismaner eller amuletter er almindelig i animistiske praksisser. Disse objekter anses ofte for at indeholde eller tiltrække åndelige kræfter for beskyttelse eller lykke.

### Ord og navnes kraft
Der findes en opfattelse i dele af animismen om, at ord har magisk kraft i sig selv, og at ting og væsner har særlige sande navne, som giver særlig kraft, hvis man kender eller udtaler dem. Det genfindes i mange religioner, at guder har særlige hellige navne, og at anvendelsen af sande navne har en særlig kraft. Konceptet optræder senere i folkeeventyr og i dag i den nyere fantasygenre.

## Beslægtede livssyn og tankegange

### Panteisme
Animisme og Panteisme minder meget om hinanden, fordi de begge opfatter verden som værende spirituel af natur og indeholdende spirituel essens. Det er dog to forskellige verdens opfattelser, Animisme fokuserer på at ting har en individuel sjæl, men i Panteisme deler alting den spirituelle essens.

### Økospiritualitet
Et andet beslægtet livssyn er økospiritualitet, der ser naturen som hellig og inkluderer spirituelle elementer i forholdet mellem mennesker og miljøet. Det betoner, at naturen og miljøet ikke kun er fysiske eller materielle, men også har en dyb spirituel dimension. Mennesker bør ifølge økospiritualitet opretholde et harmonisk og respektfuldt forhold til naturen, fordi den betragtes som hellig eller guddommelig. Dette livssyn opfordrer ofte til at genoplive spirituelle forbindelser til jorden, plantelivet, dyrelivet og økosystemerne som helhed. Det stræber efter at integrere denne spirituelle dimension i den måde, mennesker lever og træffer beslutninger på, med en forhåbning om at fremme bæredygtighed og bevarelse af planeten.

### Antropomorfisme
Animisme forveksles ofte med antropomorfisme, da begge dækker over måder, hvorpå mennesker interagerer med og forstår den ikke-menneskelige verden omkring dem, men de repræsenterer forskellige tilgange. . I korte træk kan man sige, at antropomorfisme handler om at forstå ikke-menneskelige ting ved at tildele dem menneskelige egenskaber, mens animisme går ud på at anerkende en åndelig eller besjælet karakter i hele den ikke-menneskelige verden. Antropomorfisme henviser således til tendensen til at tildele menneskelige egenskaber, træk eller følelser til ikke-menneskelige væsener, genstande eller fænomener. Dette kan indebære at tilskrive personlighed, menneskelige intentioner, menneskelig bevidsthed eller menneskelige følelser til dyr, naturfænomener, maskiner eller abstrakte begreber. Det er en form for personificering, hvor ikke-menneskelige ting bliver forstået eller beskrevet med menneskelige begreber, som f.eks. i tegnefilm og eventyr.

## New Animism
New Animism er betegnelse for en teoretisk en tilgang inden for antropologi og religionsstudier, der fokuserer på forholdet mellem mennesker og det naturlige miljø samt de åndelige og animistiske dimensioner af dette forhold. Det er en nyere udvikling inden for animismestudier, der udforsker måder, hvorpå mennesker ser og interagerer med det ikke-menneskelige i verden, herunder dyr, planter og naturkræfter. Når begrebet nyanimisme anvendes er det ofte for at lægge afstand til tidligere tiders nedvurdering af såkaldte primitive kulturer
Denne tilgang blev først formuleret og præsenteret af antropologen Irving Goldman. Ophavsmanden til udtrykket "new animism" bliver dog også ofte angivet som Graham Harvey, en britisk antropolog og religionsforsker, der har skrevet om dette emne og bidraget til udviklingen af denne tilgang. Han har udgivet værker som Animism: Respecting the Living World, som udforsker ideer inden for new animism. Her udvider Harvey begrebet personer til også at omfatte dyr og planter. Det er dog vigtigt at bemærke, at ‘new animism’ som begreb og tilgang er blevet diskuteret og videreudviklet af flere andre forskere og forfattere inden for feltet. Herunder er betegnelsen nordisk animisme blevet bredt udbredt i Skandinavien.
New Animism kan også betragtes som en kulturkritisk bevægelse, der har som mål at fremme en bæredygtig tilgang til forholdet mellem mennesker og miljø ved at anerkende naturens værdi og respektere dens egne eksistensbetingelser.. Denne tilgang kan have forbindelser til miljømæssige og økologiske spørgsmål, idet den fremhæver behovet for at behandle naturen med respekt og forståelse. Ved at anerkende den åndelige eller bevidste karakter af naturen forsøger New Animism at udfordre den menneskelige dominans over planeten og opfordrer til mere bæredygtige og respektfulde forhold mellem mennesker og naturen.
Det er dog vigtigt at påpege, at New Animism ikke udgør en ensartet bevægelse med enighed om alle detaljer. Der kan være variationer og forskellige fortolkninger inden for dem, der identificerer sig med eller arbejder inden for denne teoretiske ramme.

### Nordisk animisme
Et eksempel på en moderne anvendelse af new animism findes i begrebet ‘’‘nordisk animisme’’’, som er blevet udbredt og formidlet af den danske religionshistoriker og antropolog Rune Hjarnø Rasmussen. Han beskriver nordisk animisme som en måde at revitalisere og aktualisere nordiske, førkristne verdensbilleder og praksisser i en moderne kontekst. Ifølge Rasmussen rummer den nordiske kulturarv en animistisk grundstruktur, hvor naturfænomener, forfædre, steder og dyr opfattes som besjælede og som deltagere i sociale relationer.
Nordisk animisme er ikke en genoplivning af en bestemt førkristen religion, men snarere en ontologisk tilgang, der søger at etablere bæredygtige og respektfulde relationer til landskab, historie og ikke-menneskelige aktører. Rasmussen kobler denne tilgang til begreber som forfædrekult, hellige steder, og folketro, og argumenterer for, at disse elementer rummer dybe animistiske træk, som fortsat kan have betydning i nutiden.
Initiativet er også blevet formidlet gennem kunstneriske og aktivistiske projekter, herunder Runetavlerne, en serie moderne, animistiske runekalendere, samt videoer og podcasts, der kombinerer akademisk religionshistorie med spirituel praksis.

### Kritik
New Animism kan blive kritiseret for at projicere menneskelige egenskaber eller oplevelser på ikke-menneskelige dele af naturen. Det omfatter blandt andet den tendens, der findes inden for New Animism, til at omtale dyr og planter som personer. Denne brug af personbegrebet og lignende begreber kan ifølge nogle forskere betragtes som en form for antropomorfisme, hvor menneskelige egenskaber tilskrives ikke-menneskelige væsner.. Selv om New Animism fokuserer på at skabe forbindelse til naturen, kan den kritiseres for at være antropocentrisk.